# OMV AG

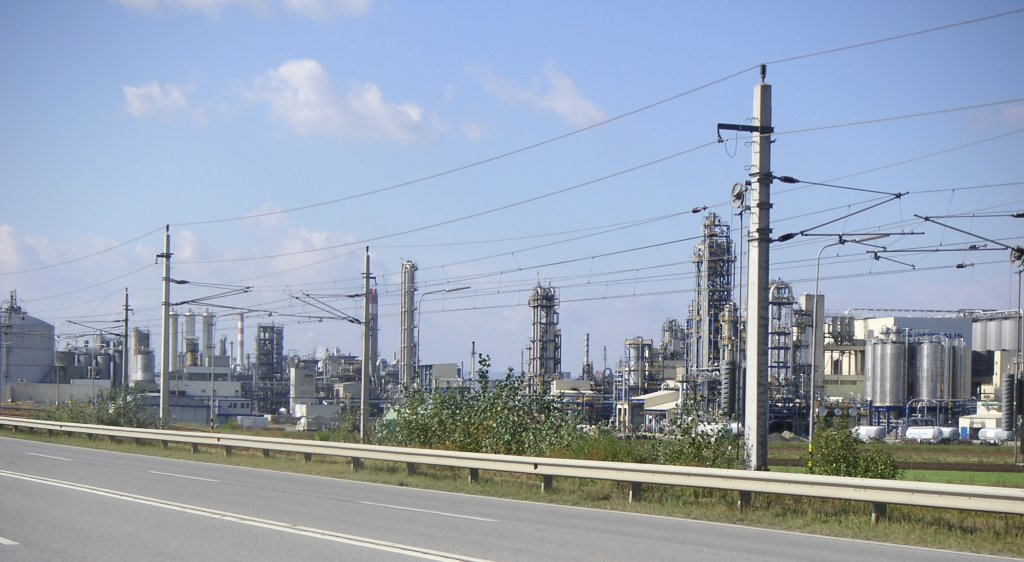
OMV:s raffinaderi i Schwechat i Österrike.

OMV AG, tidigare Österreichische Mineralölverwaltung AG och ÖMV, är en österrikisk olje-, naturgas- och kemikoncern.
OMV är Österrikes största företag och en av Europas största oljekoncerner. 

## Historia
OMV grundades 1956 som Österreichische Mineralölverwaltung AG ur SMV, som var ett företag kontrollerat av den sovjetiska ockupationsmakten. År 1960 började man använda raffinaderiet i Schwechat utanför Wien. År 1987 privatiserades OMV till 15 %, vilket var den första börsintroduktionen för ett statligt företag i Österrike. Ytterligare privatiseringar följde. 
År 1995 ändrade man namnet från ÖMV till OMV.
Äger sedan 2004 Petrom.